# هوارد بلوم
هوارد بلوم (بالإنجليزية: Howard Bloom) هو كاتب وفيلسوف أمريكي، ولد في 25 يونيو 1943 في بوفالو في الولايات المتحدة.

## وصلات خارجية
- الموقع الرسمي
- هوارد بلوم على موقع ديسكوغز (الإنجليزية)